# Reial Audiència i Cancelleria de Valladolid
La Cancelleria de Valladolid o també Reial Audiència i Cancelleria de Valladolid (en castellà: Real Audiencia y Chancillería de Valladolid) era l'òrgan d'administració de justícia, i de govern, que amb seu a Valladolid tenia jurisdicció sobre tot el territori de la Corona de Castella. Els seus precedents es troben en la Cancelleria —Chancillería— creada per Enric II de Castella el 1371. A finals del segle xv va perdre part de la seva jurisdicció per la creació d'una nova Cancelleria a Ciudad Real, que fou traslladada el 1505 a la ciutat de Granada on es formà la Reial Audiència i Cancelleria de Granada. Va funcionar durant bona part de l'edat mitjana i durant tota l'edat moderna com el més alt tribunal de justícia de la Corona de Castella, amb excepció de les competències que tenia la Sala de Justícia del Consell de Castella. Es diferenciava de les altres senzilles reials audiències castellanes pel fet d'estar presidida per un canceller, fet que li conferia competències de govern, tribunals d'apel·lació, i la possessió del segell reial. Fou suprimida el 1834 a conseqüència de la implantació definitiva del Regne constitucional d'Espanya (1833-1874), recollint les seves competències de tribunal d'apel·lació el Tribunal Suprem d'Espanya; les competències judicials territorials, l'Audiència Territorial de Valladolid, i les competències de govern, el Consell Reial d'Espanya i Índies.

## Història

### Antecedents i creació del tribunal
L'origen remot de la institució es troba en el regnat d'Alfons X de Castella, que va començar una llarga reforma judicial a partir de la seva obra jurídica que es va perllongar en el temps durant la baixa edat mitjana i el regnat de la Casa de Trastàmara, fins a arribar al seu punt màxim durant el regnat dels Reis Catòlics. Tot i això, la creació com a tal d'aquest tribunal es troba en les Corts de Toro de 1371 convocades pel monarca Enric II de Castella, que va dur a terme una sèrie de reformes judicials, entre elles la creació d'una audiència judicial com un tribunal de suplicació dels plets que fins aleshores eren recorreguts davant la persona del rei, establint d'aquesta l'organització d'aquests tribunals de justícia per bé que les seves competències encara no estaven clarament definides.
En un primer moment el tribunal no va tenir seu fixa, essent itinerant a redós del monarca i depenent dels moviments del rei i l'establiment de la seva cort. Per això l'audiència era establerta en el mateix lloc on residia el canceller —chanciller—, empleat encarregat del segellat dels documents reials, començant per això a ser denominada cancelleria —chancillería— a partir de 1390, comprenent tots dos sentits de la paraula: tant tribunal de justícia, com a conjunt de persones que disposen del segell i registre real per a l'expedició i validació de documents. Durant els regnats posteriors es van començar a consolidar i establir les competències del nou tribunal, com va passar després de les Corts de Valladolid de 1385, en què Joan I de Castella va instituir el Consell Reial de Castella com el Tribunal Superior de la Corona, limitant les funcions de la Cancelleria. Però en les posteriors Corts de Briviesca de 1387 i les Corts de Segòvia de 1390 va quedar configurada l'audiència com la màxima instància judicial, excepte en els casos de recurs de segona suplicació, que haurien de ser atesos pel Consell Reial de Castella. Per la seva banda Enric III de Castella va suspendre als oïdors davant les queixes dels procuradors, que al·legaven que aquells estaven absents en el tribunal, per bé que van ser restablerts per Joan II de Castella, que va determinar que havien d'ocupar-se dels plets civils, mentre que els alcaldes havien de fer-ho dels criminals. Durant sengles regnats va començar a instaurar-se la seu de l'audiència a la ciutat de Valladolid.

## Ordenances de Medina del Campo
Totes aquestes actuacions van tenir la seva culminació durant el regnat dels Reis Catòlics, els quals van acabar el procés constituent disposant un seguit de mesures que li conferiran el caràcter de tribunal de justícia. En les Corts de Toledo de 1480 es va determinar l'establiment definitiu de la Cancelleria —ara anomenada també Reial Audiència— a Valladolid, i cinc anys més tard li van atorgar ordenances a Còrdova, ampliades l'any següent en Piedrahíta, mentre el 1489 van expedir les noves ordenances en Medina del Campo. Aquest últim text va definir la seva composició i atribucions, reorganitzant i regulant tots els aspectes del tribunal, determinant fins i tot la creació de l'arxiu de la Reial Cancelleria, establint en el seu capítol núm. 51 que havia d'existir dins del tribunal una cambra amb dos armaris que custodiessin tant els plets resolts com els privilegis i documents relacionats amb la Cancelleria i els seus drets. Dins de les mesures dutes a terme pels Reis Catòlics, el tribunal es va instal·lar a finals del segle xv a l'antic palau dels Vivero, conegut per haver estat l'escenari del matrimoni dels propis monarques el 1469, i que després de pertànyer a Alonso Pérez de Vivero (+ 1453), comptador major de Joan II de Castella, la seva família el va perdre i va passar a mans de la Corona. Els Reis van iniciar el 1475 una sèrie de reformes arquitectòniques eliminant el seu aspecte defensiu i proporcionant-li un altre de més senyorial, com ara el pati central que articula l'edifici. El 1494 la reina Isabel I de Castella va retallar les competències territorials de la Cancelleria de Valladolid establint la divisió de l'administració de justícia del regne en dues demarcacions: el territori comprès al nord del riu Tajo va quedar sota la jurisdicció del tribunal de la Cancelleria de Valladolid, i per al territori situat al sud del mateix riu va crear la Cancelleria de Ciudad Real. L'any 1500 es va decidir traslladar aquest nou tribunal a la ciutat de Granada, fet que es va consumar donant lloc a la Reial Audiència i Cancelleria de Granada, que va guardar les competències que havien estat atorgades a la de Ciudad Real.

## Procés de reorganització
Amb el pas temps i davant la necessitat de les cancelleries de procurar una justícia territorial es va dur a terme en el segle xvi una reorganització judicial, creant una sèrie de noves reials audiències. D'aquesta manera sorgeixen la Reial Audiència de Galícia, la Reial Audiència de Canàries i finalment la Reial Audiència dels Grados de Sevilla. Això no obstant, les reials audiències, a diferència de les cancelleries, tenien només competències judicials en assumptes civils i criminals, però no disposaven de competències de govern, ni tribunals d'apel·lació, ni cap d'aquestes audiències va estar en possessió del segell reial. Tot i així i a conseqüència de la creació d'aquestes audiències es van anar retallant de mica en mica les funcions de la Reial Cancelleria de Valladolid, tot i que es mantingué com a major òrgan judicial.

## Evolució posterior i desaparició
Del 1601 al 1606 la seu del tribunal es va traslladar a Medina del Campo amb motiu de l'establiment de la Cort Reial a Valladolid, però un cop establerta novament la Cort Reial a Madrid, la seu de la Cancelleria va tornar a Valladolid. A finals del segle xvii es van dur a terme reformes en els seus edificis, i l'antic palau de la Reial Cancelleria va passar a funcionar com a presó de l'audiència el 1687 després de les remodelacions portades a terme a partir de 1678 per Juan Tejedor Lozano, Felipe Berrojo i Juan de Medina Argüelles.
Amb l'establiment del Regne constitucional d'Espanya el 1833 s'endegà una gran reforma de l'administració central que suposà la definitiva supressió tant de la Cancelleria i Reial Audiència de Valladolid com la de Granada per un decret del 26 de gener de 1834. Mitjançant una sèrie de decrets similars es crearen al seu torn altres entitats de justícia d'acord amb la nova doctrina política liberal amb l'exclusiva funció judicial i sense atribucions de govern, projectes ja endegats durant la Constitució espanyola de 1812: es crearen el Tribunal Suprem d'Espanya i el Consell Reial d'Espanya i Índies, que va ser subdividit en diversos. Per a substituir les reials audiències van ser creades les audiències territorials, esdevenint l'Audiència Territorial de Valladolid la creada per tenir jurisdicció sobre les també novament creades províncies: Valladolid, Palència, Lleó, Zamora i Salamanca.